# Lamellaria leucosphaera
Lamellaria leucosphaera är en snäckart som beskrevs av Jeanne Sanderson Schwengel 1942. Lamellaria leucosphaera ingår i släktet Lamellaria och familjen Lamellariidae. Inga underarter finns listade i Catalogue of Life.